# Quận của tỉnh Savoie
3 quận của tỉnh Savoie gồm:
1. Quận Albertville, (quận lỵ: Albertville) với 9 tổng và 82 xã. Dân số của quận này là 97.279 người năm 1990, 101.394 người năm 1999, tăng trưởng dân số là 4.23%.
2. Quận Chambéry, (tỉnh lỵ của tỉnh Savoie: Chambéry) với 22 tổng và 161 xã. Dân số của quận này là 209.789 người năm 1990, và 230.257 người năm 1999, tăng trưởng dân số là 9.76%.
3. Quận Saint-Jean-de-Maurienne, (quận lỵ: Saint-Jean-de-Maurienne) với 6 tổng và 62 xã. Dân số của quận này là 41.193 người năm 1990, và 41.607 người năm 1999, tăng trưởng dân số là 1.01%.